# Raf Vallone
Raffaele "Raf" Vallone (Tropea, Calàbria, 17 de febrer de 1916 – Roma, 31 d'octubre de 2002) va ser un futbolista i actor italià.

## Biografia
Nascut a Calàbria, es va traslladar amb tres anys a Torí. Fill d'un advocat piemontès i mare calabresa, va estudiar lleis i filosofia a la Universitat de Torí mentre practicava futbol professional, arribant a jugar amb el Torino Football Club en la primera divisió el 1938-39.
Va ser crític de cinema i teatre del diari torinés La Stampa i editor de la secció cultural de L'Unità, publicació del partit comunista del Piemont italià. Durant la Segona Guerra Mundial va ser membre de la resistència antifeixista.
Va assolir la fama en Arròs amarg, un clàssic del neorealisme italià de 1949, al costat de Vittorio Gassman i Silvana Mangano.
Al llarg de la seva carrera cinematogràfica va treballar amb directors europeus com Marcel Carné, Pietro Germi, Mario Camerini, Alberto Lattuada, Luigi Zampa, en l'única pel·lícula de Curzio Malaparte, i després amb Jules Dassin en Phaedra, amb Melina Mercouri i Anthony Perkins.
Va fer el salt a Hollywood, treballant amb Otto Preminger, John Huston, Francis Ford Coppola (El padrí III), etc. El 1971 va actuar amb Kirk Douglas i el cantant Johnny Cash en A Gunfight.
El 1953 va guanyar l'Os de Plata del Festival de Berlín; el 1960 va compartir cartell amb Sophia Loren en La ciociara de Vittorio de Sica (film que va suposar l'Oscar per a l'actriu) i el 1962 ell mateix va ser nominat a l'Oscar i va guanyar el Premi David di Donatello al millor actor per Panorama des del pont, de Sidney Lumet, basada en l'obra de teatre que li havia donat fama internacional.
En la maduresa, el seu prestigi i experiència li van assegurar papers de secundari de luxe en diverses sèries per a la televisió, entre elles una sobre Cristòfor Colom (1985) dirigida per Alberto Lattuada i amb un elenc internacional: Gabriel Byrne, Faye Dunaway, Virna Lisi… També va participar en l'ambiciosa producció espanyola Goya (1985), protagonitzada per Enric Majó i que va comptar amb un extens repartiment: José Bódalo, Verónica Forqué, Marisa Paredes...

### Teatre
En teatre va encarnar a Woyzeck, de Georg Büchner; Bodas de sangre, de Federico García Lorca; Il berretto a sonagli i Il piacere dell'onestà, de Luigi Pirandello, i Panorama des del pont, d'Arthur Miller, al costat de Alida Valli, obra que li va obrir les portes del teatre internacional.
A París va debutar en francès i a Londres en anglès en Panorama des del pont, dirigit per Peter Brook, duent a terme 580 representacions.
El 1984, en el Piccolo Teatre de Milà farà Nostàlgia, de Franz Jung, i a Roma, Titus Andrònic, de Shakespeare, dirigit per Peter Stein. Els seus últims treballs van ser Stalin, de Gaston Salvatore; El president, de Krzysztof Zanussi, el 1992, i Thomas More, el 1994.

## Vida privada
Casat amb l'actriu Elena Varzi (a qui va conèixer durant el rodatge de Il Crist proibito, de Curzio Malaparte), durant cinquanta anys, pare de tres fills (Arabella i Saverio són bessons), dos són també actors: Eleonora Vallone i Saverio Vallone.
Es va retirar de l'activitat en 1995.
L'any 2001 va publicar les seves memòries, L'alfabet de la memòria.
Va ser condecorat Cavaliere di Gran Croce Ordine al Mèrito della Repubblica Italiana el 1994.

## Filmografia
- We the Living (1942)
- Riso Amaro (1949)
- Cuori senza frontiere (1949)
- Non c'è pace tra gli ulivi (1950)
- Il Cristo proibito (1950)
- Path of Hope (1950)
- Il bivio (1950)
- Le avventure di Mandrin (1951)
- Anna (1951)
- Rome 11 o'clock (1952)
- Perdonami (1952)
- Carne inquieta (1952)
- Camicie rosse (1952)
- Los ojos dejan huella (1952)
- La spiaggia (1953)
- The Sign of Venus (1953)
- Gli eroi della domenica (1953)
- Destini di donne (Destinées) (1953)
- Delirio (1953)
- Teresa Raquin (1953)
- Orage (1954)
- Domanda di Grazia (1954)
- Siluri umani (1954)
- Il segreto di Suor Angela (Le Secret de soeur Angèle) (1955)
- L'isola delle capre (Les Possédées) (1955)
- Andrea Chenier (1955)
- Rose Bernd (1957)
- Guendalina (1957)
- Uragano sul Po (Liebe) (1956
- La venganza (1957)
- La Violetera (1958)
- La trappola si chiude (Le Piège) (1958)
- La Garçonniere (1960)
- Tra due donne (Recours en grâce) (1960)
- Uno sguardo dal ponte (Vu du pont) (1961)
- Two Women (1961)
- El Cid (1961)
- A View from the Bridge (1962)
- Fedra (Phaedra) (1962)
- The Cardinal (1963)
- The Secret Invasion (1964)
- Una voglia da morire (1965)
- Harlow (1965)
- Nevada Smith (1966)
- Se tutte le donne del mondo (1966)
- Volver a vivir (1967)
- Flash 03 (1967)
- La Esclava del paraíso (1968)
- The Desperate Ones (1968)
- Un treball a Itàlia (The Italian Job) (1969)
- La morte risale a ieri sera (1970)
- The Kremlin Letter (1970)
- Cannon for Cordoba (1970)
- El duel (A Gunfight) (1971)
- Ricatto alla mala (1972)
- Un Tipo con una faccia strana ti cerca per ucciderti (1973)
- La Casa della paura (1973)
- Honor Thy Father (1973) (TV)
- Catholics (1973) (TV)
- Small Miracle (1975) (TV)
- Simona (1975)
- The Human Factor (1975)
- Decadenza (1975)
- Rosebud (1975)
- That Lucky Touch (1975)
- The Other Side of Midnight (1977)
- Des Teufels Advokat (1978)
- The Greek Tycoon (1978)
- An Almost Perfect Affair (1979)
- Retour à Marseille (1980)
- Lion of the Desert (1981)
- Sezona mira u Parizu (1981)
- A Time to Die (1982)
- Scarlatto e nero (The Scarlet and the Black) (1983) (TV)
- Paradigma (1985)
- Christopher Columbus (1985) (TV)
- Der Bierkönig (1990) (TV)
- The Godfather: Part III (1990)
- Julianus barát III (1991)
- Julianus barát II (1991)
- The First Circle (1991) (TV)
- A Season of Giants (1991) (TV)
- Julianus barát I (1991)
- Mit dem Herzen einer Mutter (1992) (TV)
- Toni (1999)
- Vino santo (2000) (TV)